# Telfer River
Der Telfer River ist ein Fluss im Nordwesten des australischen Bundesstaates Western Australia. Er liegt in der Region Pilbara.

## Geographie
Der Fluss entspringt südwestlich der Barlee Range und fließt zunächst nach Norden und dann nach Osten. Westlich der Barlee Range mündet er in den Henry River.

### Nebenflüsse mit Mündungshöhen
Er hat folgende Nebenflüsse:
- Telfer Creek West – 213 m